# Corte d'appello di Lecce

Territorio del distretto di corte d'appello di Lecce

Il distretto della Corte d'appello di Lecce è formato dai circondari dei Tribunali ordinari di Brindisi e di Lecce; ha una Sezione distaccata di Corte d'appello a Taranto, formata dal solo circondario del Tribunale di Taranto.
Costituisce una delle due Corti d'appello nel territorio della regione Puglia.

## Competenza territoriale civile e penale degli uffici della Corte d'appello di Lecce
Le circoscrizioni territoriali sono aggiornate al testo della legge 27 febbraio 2015, n. 11.

## Tribunale di Brindisi

### Giudice di pace di Brindisi
Brindisi, Carovigno, Ceglie Messapica, Cellino San Marco, Cisternino, Erchie, Fasano, Francavilla Fontana, Latiano, Mesagne, Oria, Ostuni, San Donaci, San Michele Salentino, San Pancrazio Salentino,  San Pietro Vernotico, San Vito dei Normanni, Torchiarolo, Torre Santa Susanna, Villa Castelli

## Tribunale di Lecce

### Giudice di pace di Casarano
Casarano, Matino, Melissano, Racale, Ruffano, Supersano, Taviano

### Giudice di pace di Gallipoli
Alezio, Gallipoli, Parabita, Sannicola, Tuglie

### Giudice di pace di Lecce
Alessano, Aradeo, Arnesano, Bagnolo del Salento, Botrugno, Calimera, Campi Salentina, Cannole, Caprarica di Lecce, Carmiano, Carpignano Salentino, Castri di Lecce, Castrignano de' Greci, Castrignano del Capo, Cavallino, Collepasso, Copertino, Corigliano d'Otranto, Corsano, Cursi, Cutrofiano, Gagliano del Capo, Galatina, Galatone, Giuggianello, Giurdignano, Guagnano, Lecce, Lequile, Leverano, Lizzanello, Maglie, Martano, Martignano, Melendugno, Melpignano, Minervino di Lecce, Monteroni di Lecce, Morciano di Leuca, Muro Leccese, Nardò, Neviano, Nociglia, Novoli, Ortelle, Otranto, Palmariggi, Patù, Poggiardo, Porto Cesareo, Salice Salentino, Salve, San Cassiano, San Cesario di Lecce, San Donato di Lecce, San Pietro in Lama, Sanarica, Santa Cesarea Terme, Scorrano, Seclì, Sogliano Cavour, Soleto, Spongano, Squinzano, Sternatia, Surano, Surbo, Trepuzzi, Uggiano la Chiesa, Veglie, Vernole, Zollino

### Giudice di pace di Tricase
Andrano, Castro, Diso, Miggiano, Montesano Salentino, Specchia, Tiggiano, Tricase

### Giudice di pace di Ugento
Alliste, Presicce-Acquarica, Taurisano, Ugento

## Competenza territoriale civile e penale degli uffici della Sezione distaccata di Taranto
Le circoscrizioni territoriali sono aggiornate al testo della legge 27 febbraio 2015, n. 11.

## Tribunale di Taranto

### Giudice di pace di Grottaglie
Grottaglie, Monteiasi, Montemesola

### Giudice di pace di Martina Franca
Martina Franca

### Giudice di pace di San Giorgio Ionico
Carosino, Fragagnano, Monteparano, Roccaforzata, San Giorgio Ionico, San Marzano di San Giuseppe

### Giudice di pace di Taranto
Avetrana, Castellaneta, Crispiano, Faggiano, Ginosa, Laterza, Leporano, Lizzano, Manduria, Maruggio, Massafra, Mottola, Palagianello, Palagiano, Pulsano, Sava Statte, Taranto, Torricella

## Altri organi giurisdizionali competenti per i comuni del distretto

### Sezioni specializzate
- Corti d’assise di Brindisi, Lecce e Taranto
- Corti d'assise d'appello di Lecce e Taranto
- Sezioni specializzate in materia di impresa presso il Tribunale e la Corte d’appello di Bari
- Tribunale regionale delle acque pubbliche di Napoli
- Sezione specializzata in materia di immigrazione, protezione internazionale e libera circolazione dei cittadini dell'Unione europea presso il Tribunale di Lecce

### Giustizia minorile
- Tribunale per i minorenni di Lecce e Taranto
- Corti d’appello di Lecce e sez. dist. di Taranto, sezione per i minorenni

### Sorveglianza
- Ufficio di sorveglianza: Lecce e Taranto
- Tribunale di sorveglianza: Lecce e Taranto

### Giustizia tributaria
- Commissione tributaria provinciale (CTP): Brindisi, Lecce e Taranto
- Commissione tributaria regionale (CTR) Puglia, sezioni staccate di Lecce e Taranto

### Giustizia militare
- Tribunale militare di Napoli
- Corte d’appello militare di Roma

### Giustizia contabile
- Corte dei Conti: Sezione Giurisdizionale, Sezione regionale di controllo, Procura regionale presso la sezione giurisdizionale (Bari)[2]

### Giustizia amministrativa
- Tribunale Amministrativo Regionale per la Puglia, sezione staccata di Lecce[3]

### Usi civici
- Commissariato per la liquidazione degli usi civici della Puglia, con sede a Bari